# エフィカス この想いを君に…
『エフィカス この想いを君に…』（エフィカス このおもいをきみに）は、元気から1998年10月1日に発売されたプレイステーション用学園恋愛シミュレーションゲーム。

## ストーリー
親の都合で突然転校することになった主人公。転校先は最近まで女子校だったというエフィカス学園。男だらけの男子校にうんざりしていた主人公は、この学園で女の子たちと仲良くなることを決意する。

## 登場人物
深見 柊子（ふかみ しゅうこ）
声：古川恵実子
高等部2年C組。深見三姉妹の次女。プロレス観戦が好きでスポーツ全般も得意な明るい女の子。
深見 恵（ふかみ めぐみ）
声：七森美江
大学部英文科3年。柊子と遥の姉。テニスサークルに所属。食べ歩きが趣味。
深見 遥（ふかみ はるか）
声：那須めぐみ
中等部2年A組。深見三姉妹の末っ子。天才的な頭脳の持ち主だが、姉と違って運動が大の苦手。全ヒロイン中唯一、ゲーム期間内に誕生日が来る。
青木 朱美（あおき あけみ）
声：皆口裕子
高等部2年C組。プリクラ集めとカラオケが好き。勉強は嫌いでよく学校をサボったりする。
岡田 智恵（おかだ ともえ）
声：飯塚雅弓
高等部2年C組。読書が好きで自分でも小説を書いたりしている。
五百蔵 夏樹（いおろい なつき）
声：笠原弘子
高等部2年C組。病弱で体育はいつも見学している。主人公と同じ時期に転校してきた。特定の条件を満たさないと登場しない。
酒井 泉（さかい いずみ）
声：増田ゆき
大学部英文科3年。恵とはテニスサークル仲間で、遊ぶこととお酒が好き。
水木 絵美（みずき えみ）
声：大谷育江
中等部2年A組。園芸部所属で花や熱帯魚が好き。内気で男の人が苦手。
倉田 まりあ（くらた まりあ）
声：田中敦子
高等部英語教諭で2年C組の担任。英会話が好きで趣味の海外旅行にもよく行く。
市井 悦子（いちい えつこ）
声：定岡小百合
用務員。神出鬼没の情報屋で主人公にも情報を売ってくれる。まりあとは同い年で幼なじみ。

## テーマソング
- オープニングテーマ
  - 『DREAMIN WITH YOU』　作詞・作曲：原 太郎　唄：竹沢敦子
- エンディングテーマ
  - 『Someday』　作詞・作曲：イトウ ヒロキ　唄：竹沢敦子

## スタッフ
- キャラクターデザイン：撫荒武吉
- オープニングアニメーション：ゴンゾ

## 関連商品
ゲームと同名のOVAとラジオドラマがあるが、それぞれゲームとは全く設定が異なる。小説はゲームと同じ舞台でのオリジナルストーリーになっている。

### アニメ
- OVA「エフィカス この想いを君に…」 vol.1 - vol.2
  - 発売：キングレコード
  - 中世の異世界、エフィカス王国を舞台とした物語。
  - 1998年発売。

### CD
- オリジナル ラジオドラマ「エフィカス この想いを君に…」vol.1、vol.2
  - 発売：キングレコード
  - 1997年夏にニッポン放送「平野友康のオールナイトニッポン」で放送された全8回のラジオドラマ。声優三人（那須めぐみ、古川恵実子、七森美江）それぞれのイメージソングを収録している。

### 書籍
- 電撃攻略王 「エフィカス この想いを君に… キャラクター＆攻略公式ガイド」
  - 発行：メディアワークス
- KSSノベルズ 「エフィカス この想いを君に…」
  - 著者：堀井明子 イラスト：撫荒武吉 出版：ケイエスエス